# Anthophora anoplura
Anthophora anoplura är en biart som beskrevs av Wu 2000. Anthophora anoplura ingår i släktet pälsbin, och familjen långtungebin. Inga underarter finns listade i Catalogue of Life.